# Euandroblatta marshalli
Euandroblatta marshalli är en kackerlacksart som beskrevs av Rehn, J. A. G. 1937. Euandroblatta marshalli ingår i släktet Euandroblatta och familjen småkackerlackor. Inga underarter finns listade i Catalogue of Life.